# Rhypholophus hoodianus
Rhypholophus hoodianus är en tvåvingeart som först beskrevs av Alexander 1945.  Rhypholophus hoodianus ingår i släktet Rhypholophus och familjen småharkrankar. Inga underarter finns listade i Catalogue of Life.